# Mehmet Çekiç
Mehmet Çekiç est un skieur handisport franco-turc, né le 1er janvier 1970.

## Biographie
Il est désigné porte-drapeau de la délégation turque pour la cérémonie d'ouverture des Jeux paralympiques d'hiver de 2018.

## Palmarès

### Jeux paralympiques
| Épreuve / Édition | Sotchi 2014 | Pyeongchang 2018 |
| Descente          | -           |                  |
| Super-G           | -           |                  |
| Slalom géant      | 28e         |                  |
| Slalom            | 35e         |                  |
| Super combiné     | -           |                  |